# Ligue suisse contre le cancer
La Ligue suisse contre le cancer est une association suisse d'utilité publique engagée contre le cancer. Elle est active à l’échelon national dans le domaine de la prévention et du dépistage du cancer, de la promotion de la recherche et du soutien aux personnes touchées et à leurs proches. Cette organisation d’utilité publique propose des conseils gratuits, publie de la documentation sur des thèmes spécifiques et des brochures d’information. Elle orchestre des campagnes nationales d’information et de prévention axées notamment sur le cancer du sein, le cancer de l'intestin et le cancer de la peau et s’engage, en partenariat avec d’autres organisations, en faveur de la prévention du tabagisme et de la promotion de l’activité physique et d’une alimentation saine. Elle propose également des formations et des formations continues aux professionnels.
La Ligue suisse contre le cancer chapeaute 18 ligues cantonales et régionales. L’association faîtière a son siège à Berne. Financée principalement par des dons, elle est certifiée par la fondation ZEWO.

## Histoire
La Ligue suisse contre le cancer a été fondée en 1910 sous le nom d’« Association suisse pour la lutte contre le cancer ».

## Organisation

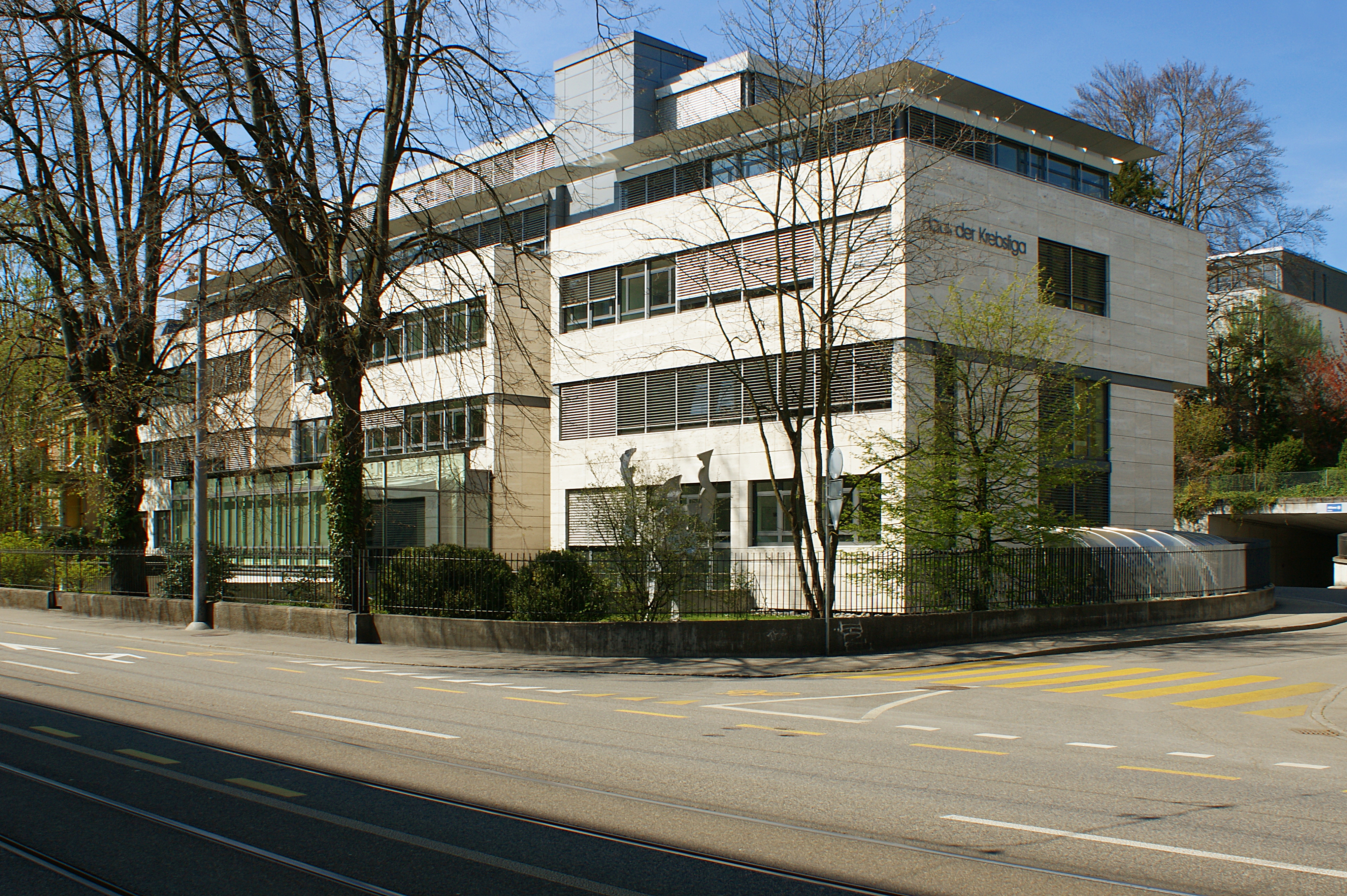
Occupée en 1996, la Maison de la Ligue contre le cancer à Berne a été en grande partie financée par des donatrices et donateurs privés.

L’association se compose exclusivement de membres collectifs, les 18 ligues cantonales et régionales, dont les représentants forment l’organe suprême, l’assemblée des délégués. Le comité, composé actuellement de douze membres, assure la direction stratégique. La direction opérationnelle, quant à elle, est du ressort de la direction, qui compte quatre membres. Elle se compose de la directrice et des responsables des trois secteurs (Conseil, offres et formation, Marketing, communication et recherche de fonds, Finances, personnel et services. Une centaine de collaborateurs et collaboratrices travaillent au siège de la Ligue suisse contre le cancer à Berne. 
La Ligue suisse contre le cancer travaille en étroite collaboration avec d’autres organisations actives dans la lutte contre le cancer. La Ligue suisse contre le cancer, les ligues cantonales et régionales contre le cancer et la « Recherche suisse contre le cancer » ont soutenu en 2018 de nombreux projets de recherche pour un montant total de 30 millions de francs. La Ligue contre le cancer s’implique également dans l’élaboration et la mise en œuvre de mesures en vue de lutter contre le cancer en Suisse dans le cadre de la « Stratégie nationale contre le cancer », un programme à long terme auquel participent différentes organisations et autorités comme l’Office fédéral de la santé publique. 

## Littérature
- Daniel Kauz, Du tabou au débat? Cent ans de lutte contre le cancer en Suisse 1910-2010, Attinger, Berne, 2010  (ISBN 978-2-940418-16-9).